# HN.cz
HN.cz je zpravodajský server patřící k deníku Hospodářské noviny.

## Počátky
Prvopočátky politicko-ekonomického zpravodajského serveru HN spadají do roku 1994, kdy vydavatelství ECONOMIA a.s. začalo elektronicky distribuovat Obchodní věstník. U jeho zrodu stál Ing. Josef Vratislav, tehdejší zástupce šéfredaktora HN, který se stal zároveň ředitelem nově vzniklé divize elektronických informací a šéfredaktorem z Obchodního věstníku. Byl to také on, který vymyslel název iHNed, v němž je obsažena i zkratka deníku. Rozhodnutí o tom, přeměnit iHNed z dodávání dat Obchodního věstníku na zpravodajský server, padlo v lednu 1999. Jeho vytvořením byla pověřena firma Macron. Zkušební provoz byl zahájen 15. března 1999, ostrý start byl pak 28. března 1999. Macron tehdy zajišťoval technické služby, o obsah a marketingovou podporu se starala Economia, a.s..
Zpočátku se jednalo pouze o překlopení obsahu Hospodářských novin, týdeníku Ekonom a informací z Obchodního věstníku. Projekt byl úspěšný a tak bylo po dvou letech rozhodnuto o vybudování samostatné dceřiné společnosti Economia online (EOL), jejímž ředitelem se stal Ing. Michal Klíma. Od té doby zaznamenal HN rychlý a bouřlivý rozvoj. Skončila spolupráce s Macronem, vznikla redakce zpravodajství, která doplňovala zprávy z Hospodářských novin a Ekonoma či agentur vlastními články. Do obsahu začali samostatně přispívat i redaktoři deníku a týdeníku. Technologickým partnerem se stala společnosti Globe Internet, později NTV AGE.

## Vývoj
Od roku 2000 se stávala postupně součástí portálu iHNed.cz i další periodika z produkce Economia, a.s. Kromě produkce vydavatelského domu se portál rozšířil o další tematické servery např. Reality.iHNed.cz, DigiWeb.cz, KarieraWeb.cz, FinWeb.cz atd., které fungují dodnes. Portál spouští k významným událostem a akcím také „dočasné“ speciální projekty – např. Volby.iHNed.cz, OH.iHNed.cz a další.
S novým redakčním systémem založeným na platformě Oracle byla v roce 2001 změněna grafika portálu HN.

## Další služby
Kromě publikování informací se divize EOL zabývá jejich prodejem. Službu Media Monitor, nyní Tematický zpravodajský servis, zavedla v roce 2001. Služba poskytuje konečným uživatelům tematicky rozčleněné články podle jejich informačního zájmu, a to i pro další publikování. Ve stejném období začala divize poskytovat rešerše dle požadavků klientů a výběry z rubrik Obchodního věstníku.
V roce 2001 spustila EOL mobilní zpravodajství, tehdy ve formě SMS a Wap, v současné době[kdy?] má servis podobu SMS a MMS. Od roku 2003 poskytuje i bezplatný e-mailový servis pod názvem iHNed News.
V květnu 2007 byla změněna grafika HN na moderní design kladoucí důraz na zpravodajství. V tomto roce přesáhla měsíční návštěvnost poprvé číslo 600 000 se 7 miliony zhlédnutých stránek. 
V březnu 2009 bylo zpravodajství opět změněno, co se týká grafické úpravy – zatím v sekcích zpravodajství iHNed.cz a na stránkách Hospodářských novin.

## Organizační změny a další rozvoj
Na přelomu let 2007/2008 došlo k zásadní organizační změně: redakce HN se vyčlenila z divize Economia online, stala se součástí Hospodářských novin a přešla pod jejich vedení. Umožnilo to těsnější sepětí s produkcí HN, lepší komunikaci mezi redaktory printu a webu. I v tomto období se vyvíjely HN spolu s trendy internetového zpravodajství, byla zprovozněna sekce Blogy.iHNed.cz, z Videa.iHNed.cz, nejnovějším „přírůstkem“ mezi weby „rodiny“ HN byl rádce pro drobné investory – web Investice.iHNed.cz.
V současné době[kdy?] pracuje v iHNed 13 kmenových pracovníků, kteří sedí přímo v newsroomu HN. 
V únoru 2009 navštívilo 610 799 reálných uživatelů, zobrazeno bylo celkem 16,4 milionu stran. Meziroční nárůst počtu RU byl 14,6 %.
EOL se transformovala na oddělení dokumentačních služeb, obrazového a elektronického archívu, které spravuje weby jednotlivých titulů vydavatelství Economia, a.s., poskytuje rešeršní služby pro interní i externí zákazníky a obstarává prodej dat. V říjnu 2009 se stala součástí divize Nová média. V roce 2010 magazín získal v soutěži Křišťálová Lupa 7. místo v kategorii média – všeobecná.

## Personálie
Ve vedení HN se dosud vystřídali šéfredaktoři: Josef Vratislav, Mirko Raduševič, Daniel Dočekal, Zdeněk John, Miloš Čermák, Filip Černý, Luboš Kreč. Nynějším šéfredaktorem je Jaroslav Mašek. 
V čele EOL stál Michal Klíma. Po Michalu Klímovi převzal vedení Petr Štěpánek (později ředitel Státního fondu životního prostředí), internetové aktivity Economie do října 2009 řídil Jiří Holna. V říjnu 2009 se EOL přejmenovala na divizi Nová média, dočasně byla jejím řízením pověřená Markéta Houdková. Od 1. dubna 2010 se ředitelkou divize Nová média stala Andrea Tomšů.